# Karl Kaspar Pitz

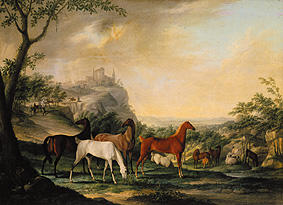
Stuterei Herzog Karls von Zweibrücken

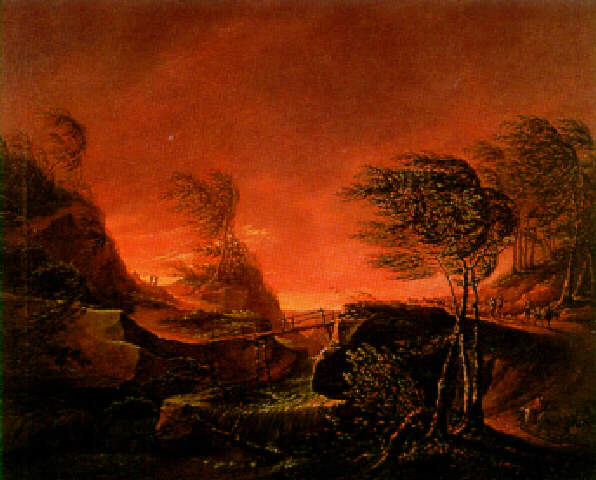
Aufziehendes Gewitter (1782)

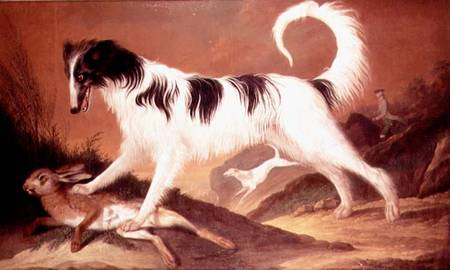
Hund und Hase

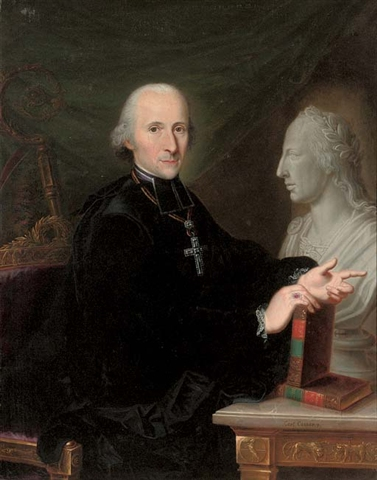
Porträt eines Geistlichen mit einer Marmorbüste

Karl Kaspar Pitz (* 27. September 1756 in Saarbrücken; † 28. September 1795 in Prag, auch Kaspar, Johann Kaspar, Carl Caspar oder Gaspard Pitz) war ein deutscher Maler.

## Leben
Karl Kaspar Pitz wurde 1756 in Saarbrücken geboren und verbrachte dort seine Kindheit und Jugend. Unter dem Einfluss Johann Christian von Mannlichs kam er nach Zweibrücken und wurde von ihm zwischen 1774 und 1782 unterrichtet. Bald gehörte Pitz zu dem Künstlerkreis, der am Hof des Herzogs Karl II. August verkehrte. Zufrieden mit seinem Schüler übertrug Mannlich ihm die Ausschmückung der Decke und der Wände des Schauspielsaales in Zweibrücken nach seinen Skizzen. In seinen Lebenserinnerungen berichtet er: „Pitz übertraf sich in diesen ungeheuern Landschaftsbildern selbst. Man konnte jede Art der Bäume unterscheiden, deren Blätterwerk mit größter Sorgfalt ausgeführt war.“ Auch dem Herzog Karl II. August gefielen die Malereien so gut, dass er Pitz auf seine Kosten Studienreisen nach Frankreich, Italien und England unternehmen ließ.
Von 1782 bis 1784 studierte Pitz an der École des Beaux-Arts in Paris, 1785 bis 1787 an der französischen Akademie in Rom. Während der Zeit in Rom, während der er auch mit Goethe in Kontakt kam, entwickelte sich sein Malstil vom verspielten Rokoko zum strengen Klassizismus. Diese Entwicklung lässt sich deutlich an seinem im Heimatmuseum in Saarbrücken bewahrten Skizzenbuch ablesen. Ein Beispiel für seinen klassizistischen Stil ist auch das Ölgemälde „Kleopatra, die Wunde des sterbenden Antonius stillend“, das sich seinerzeit großer Beliebtheit erfreute. Einen Stich nach diesem Bild, von Johann Friedrich Leypold für Johann Friedrich Frauenholz gefertigt, ließ Goethe 1809 im Intelligenzblatt der Jenaischen Allgemeinen Literatur-Zeitung Nr. 9 abdrucken. Doch erntete Pitz auch Kritik für die neuerliche „steife und kalte Manier“ der Darstellung. Das Gegenstück zum Gemälde Kleopatra und der sterbende Antonius, der Tod der Kleopatra, blieb in der Zeichnung.
Als es im Zuge der Französischen Revolution 1793 zur Invasion der französischen Armee in die Pfalz kam, floh Pitz von Zweibrücken nach Prag. Dort starb er bereits am 28. September 1795 im Alter von 39 Jahren, vermutlich durch vergiftete Schokolade, die ihm von einem eifersüchtigen Nebenbuhler verabreicht wurde.
Zu Pitz’ Schülern gehört Johann Stanislaus Schaffroth.

## Werke (Auswahl)

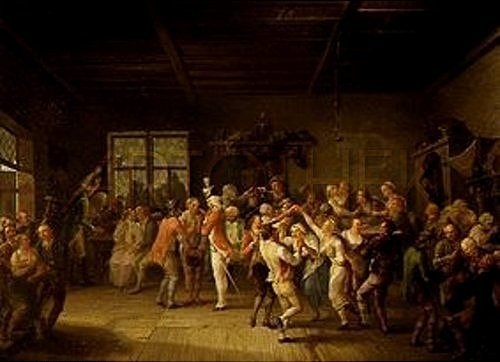
Werber in einer Schenke (1783)

- Kleopatra und der sterbende Antonius (Saarlandmuseum Saarbrücken)
- Bildnisse des Herzogs Karl II. August von Zweibrücken und des Pfalzgrafen Friedrich Michael von Zweibrücken, Gegenstücke (beide im Charlottenzimmer des Münchner Residenzmuseums)
- Bildnis des Herzogs Karl II. August von Zweibrücken (Rathaus Zweibrücken)
- Bildnis der Reichsgräfin von Ottweiler (im Besitz der Gräfin Schmising-Kersstenbroek in Rosnochau bei Oberglogau)
- Ovalbildnis des Herzogs Karl August von Zweibrücken (Staatsgemälde-Sammlung Speyer)
- Jahrmarktstrubel bei einer Kirche, 1792 (Dauerleihgabe der Bayerischen Staatsgemäldesammlung im Historischen Museum der Pfalz)
- Landschaft mit Gestütspferden (Staatsgemälde-Sammlung Speyer), 1781
- Landschaft mit Wasserfall (Saarlandmuseum: Alte Sammlung) 1783[11]
- Werber in einer Schenke (Bayerische Staatsgemäldesammlungen), 1783, 30,4 × 108,2 cm
- Mars und Venus, von den Göttern überrascht (Staatsgemälde-Sammlung Speyer), 1786
- Brand des Schlosses Saarbrücken 1793 (Saarlandmuseum Saarbrücken)[12]
- Errichtung des Freiheitsbaumes in Zweibrücken (Heimatmuseum Zweibrücken), 1793